# Elisabeth Orth

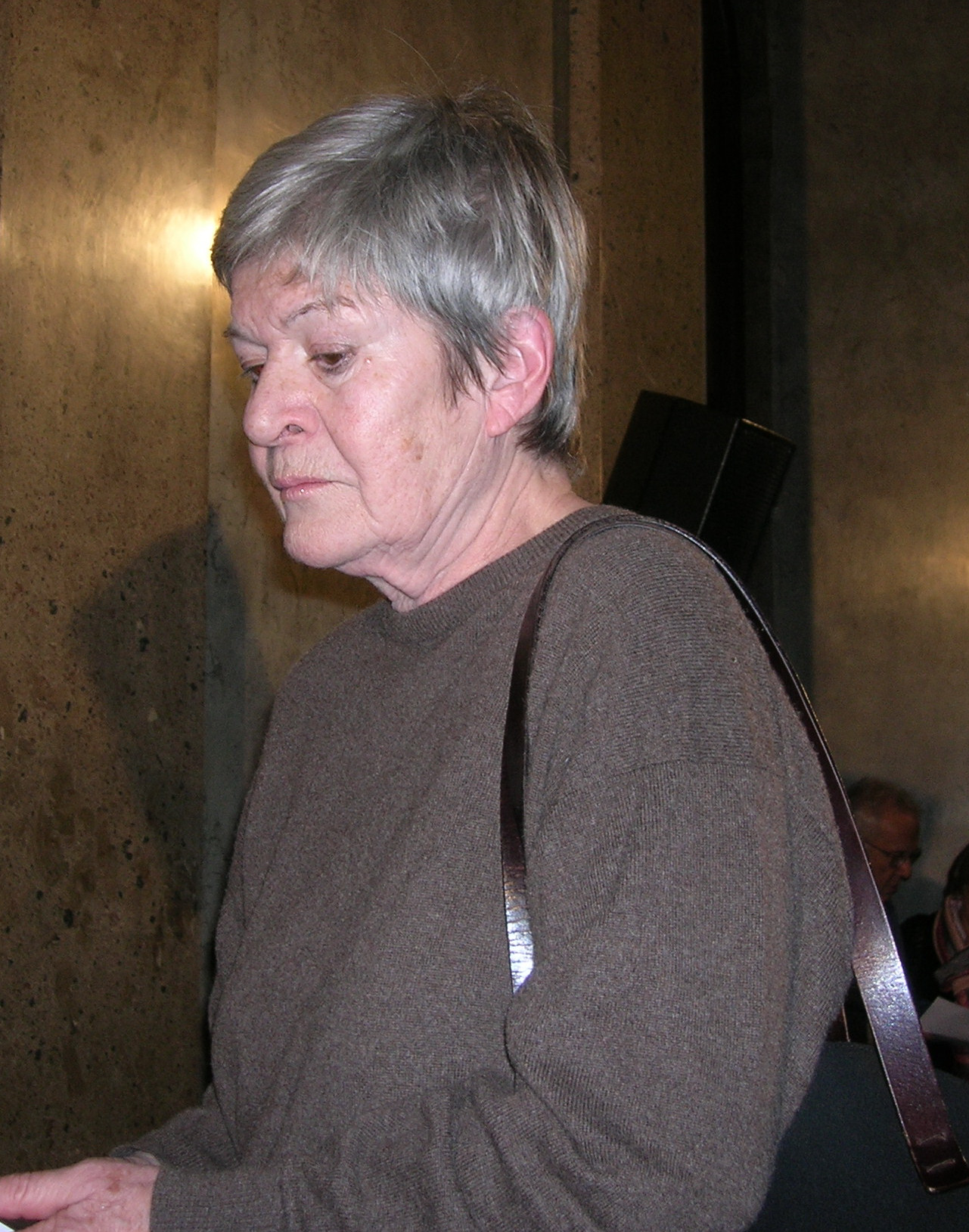
Elisabeth Orth im Österreichischen Theatermuseum anlässlich der Veranstaltung König Ottokars Glück und Ende 1955–2005, Eine Gegenüberstellung, 26. Jänner 2007

Elisabeth Orth, bürgerlich Elisabeth Hörbiger, (* 8. Februar 1936 in Wien; † 17. Mai 2025 ebenda) war eine österreichische Kammerschauspielerin sowie seit der Spielzeit 1969/70 Ensemblemitglied und ab 2015 Doyenne des Wiener Burgtheaters.

## Leben

### Familie und Ausbildung
Elisabeth Orth stammte aus einer Künstlerfamilie. Sie war die Tochter des bekannten Schauspiel-Ehepaars Attila Hörbiger und Paula Wessely und Schwester von Christiane und Maresa Hörbiger. Ihr Onkel war der Schauspieler Paul Hörbiger.
Um nicht mit dem Namen Hörbiger Karriere zu machen, nahm sie den Familiennamen ihrer Großmutter mütterlicherseits an. Nach dem Willen ihrer Mutter sollte sie ursprünglich Cutterin werden und absolvierte ein Volontariat bei der Wien-Film. Schließlich hatten die Eltern jedoch ein Einsehen, und so absolvierte Orth das Wiener Max-Reinhardt-Seminar.

### Schauspielkarriere
Erste Engagements hatte Orth am Wiener Volkstheater und am Theater der Courage in Wien sowie am Münchner Residenztheater. Am Wiener Burgtheater debütierte sie 1965 als Luise in Schillers Kabale und Liebe unter Leopold Lindtberg und an der Seite von Klausjürgen Wussow. Ab der Spielzeit 1969/70 war die Kammerschauspielerin Ensemblemitglied im Burgtheater.

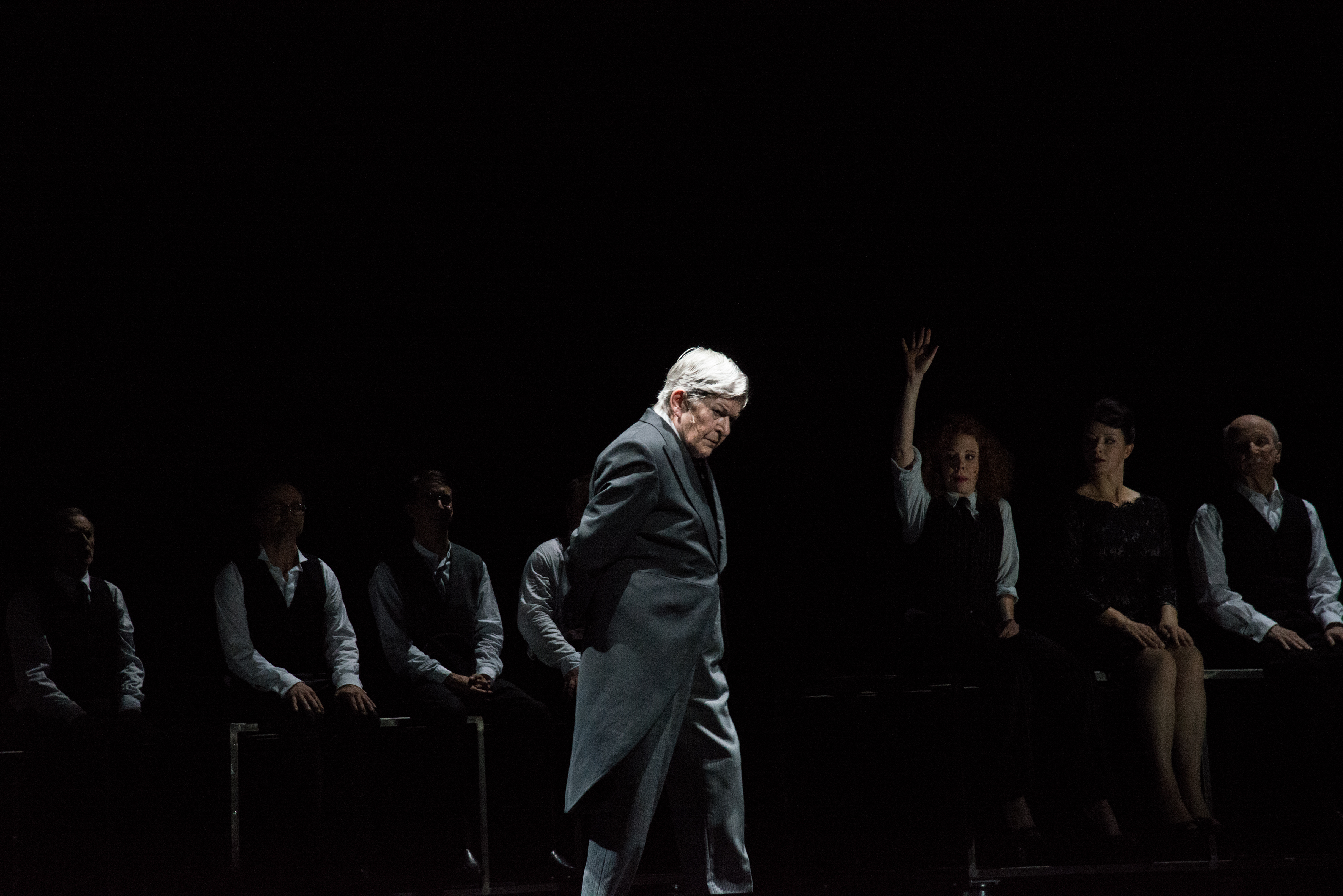
Als Dorfschullehrer in Die letzten Tage der Menschheit bei den Salzburger Festspielen, 2014

Ab 1969 gastierte die Schauspielerin immer wieder bei den Salzburger Festspielen. Im Jedermann am Salzburger Domplatz übernahm sie 1969 die Rolle der Guten Werke und verkörperte von 1990 bis 1993 den Glauben. Weiters war sie in Werken Shakespeares, Grillparzers, Schnitzlers und Dostojewskis zu sehen.
Nach einem Engagement an der Schaubühne am Lehniner Platz in Berlin 1995 bis 1999 spielte Orth wieder am Wiener Burgtheater. Sie stand unter anderem in Maria Stuart, Don Carlos und Der Kirschgarten (Regie: Andrea Breth) auf der Bühne.
Von 1985 bis 1994 präsentierte Elisabeth Orth die ORF-Sendung Schatzhaus Österreich. Bis zum Jahr 2000 war sie Kolumnistin der katholischen Wochenzeitung Die Furche.
Am 5. Februar 2006 gab es im Burgtheater eine Festvorstellung aus Anlass des 70. Geburtstages der Schauspielerin: An diesem Abend wurde Maria Stuart zum 70. und zum letzten Mal in dieser Inszenierung aufgeführt. 2014 gehörte sie zum Ensemble der Karl-Kraus-Produktion Die letzten Tage der Menschheit und beeindruckte mit mehreren Charakterstudien kleinerer Rollen. Neben zahlreichen Theaterrollen war Elisabeth Orth zwischen 1958 und 2022 auch in über 50 Film- und Fernsehproduktionen zu sehen.
2015 erhielt sie den Nestroy-Theaterpreis in der Kategorie „Beste Schauspielerin“ und 2022 für das Lebenswerk.

### Privates und Tod
Orth war dreimal verheiratet. In dritter Ehe war sie bis zu dessen Tod 1978 mit dem Burgschauspieler Hanns Obonya verheiratet. Aus der Ehe ging ihr Sohn Cornelius Obonya hervor, der ebenfalls am Burgtheater engagiert war. Orth lebte danach über 20 Jahre lang in einer Beziehung mit der Theaterregisseurin Andrea Breth.
Elisabeth Orth starb am 17. Mai 2025 im Alter von 89 Jahren in Wien.

## Zivilgesellschaftliches Engagement

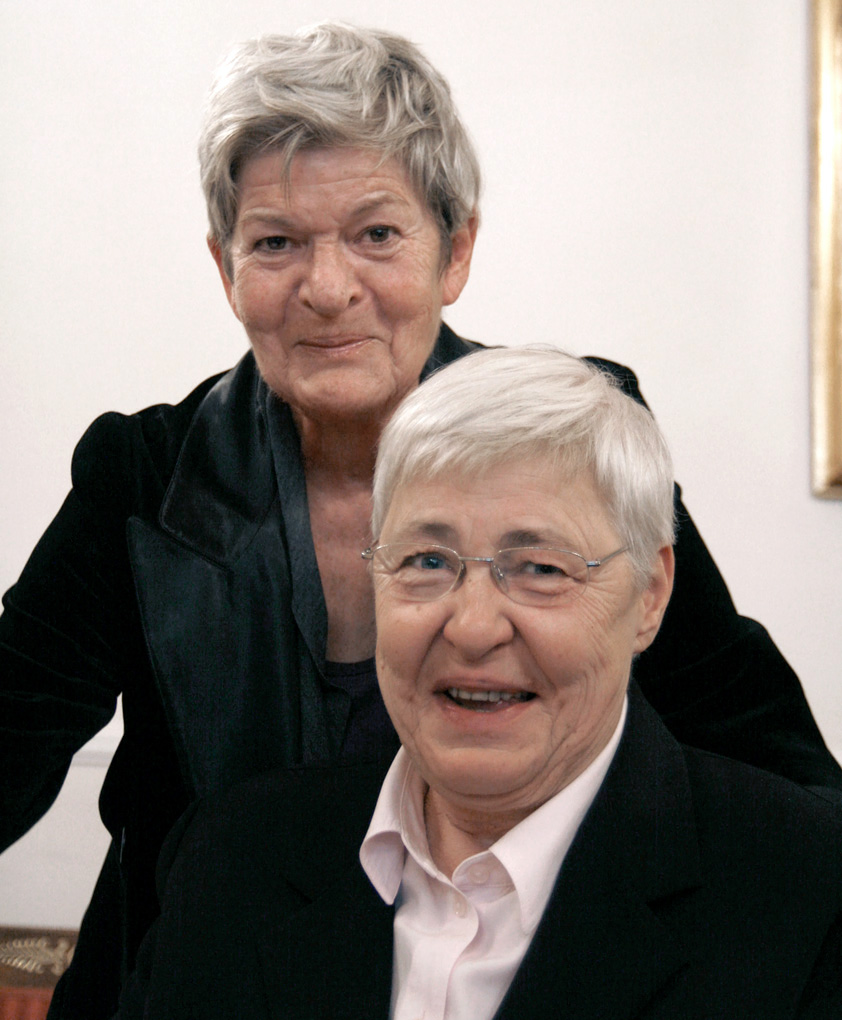
Elisabeth Orth (stehend) mit Johanna Dohnal (2008)

Elisabeth Orth engagierte sich gegen Antisemitismus und Ausländerfeindlichkeit. Sie war Präsidentin der Aktion gegen den Antisemitismus in Österreich. Am 11. Jänner 2015 verlas sie gemeinsam mit Peter Matić bei der Demonstration Gemeinsam gegen den Terror am Wiener Ballhausplatz vor 12.000 Demonstrationsteilnehmern einen Text der österreichischen Bundesregierung. Sie trat auch in früheren Jahren immer wieder gegen Rassismus und für Menschenrechte ein.

## Filmografie (Auswahl)
- 1964: Actis (Fernsehfilm)
- 1965: Yerma (Fernsehfilm)
- 1967: Kurzer Prozess
- 1968: Fast ein Poet (Fernsehfilm)
- 1968: Nachtcafé (Fernsehfilm)
- 1972: Libussa (Fernsehfilm)
- 1974: Tod eines Landstreichers (TV-Serie Der Kommissar)
- 1976: Der Raub der Sabinerinnen (Fernsehfilm)
- 1977: Der Einstand (Fernsehfilm)
- 1978: Iphigenia auf Tauris (Fernsehfilm)
- 1978: Lemminge (Fernsehfilm)
- 1981: Triptychon (Fernsehfilm)
- 1989: Georg Elser – Einer aus Deutschland
- 1997: Single Bells (Fernsehfilm)
- 1998: Die Siebtelbauern
- 2000: O Palmenbaum (Fernsehfilm)
- 2001: Kurze Begegnung
- 2003: Emilia Galotti (Fernsehfilm)
- 2005: Don Carlos, Infant von Spanien (Fernsehfilm)
- 2006: König Ottokars Glück und Ende (Fernsehfilm)
- 2009: Mein Kampf
- 2009: Pepperminta
- 2012: Tatort: Der traurige König (Fernsehfilm)
- 2012: Hannas Entscheidung (Fernsehfilm)
- 2013: Polt.
- 2014: Über-Ich und Du
- 2014: Clara Immerwahr
- 2017: Irgendwer (Kurzfilm)
- 2018: München Mord – Die ganze Stadt ein Depp

## Hörspiele/Hörbücher
- 1985: Friederike Mayröcker: Der Tod und das Mädchen – Regie: Götz Fritsch (Hörspiel – ORF)
- 1996: Rolf Schneider: Montezumas Krone (J. Adler) – Regie: Rolf Schneider (Kriminalhörspiel – MDR/SFB)
- 2000: Gotthold Ephraim Lessing: Theater ohne Vorhang. (6. Lessing im Hörspiel) – Bearbeitung und Regie: Klaus Gmeiner (Sendefolge – ORF Salzburg)
- 2008: Marie von Ebner-Eschenbach: Das Gemeindekind (Erzählerin) – Regie: Götz Fritsch (Hörspiel – ORF/MDR)
- 2009: Jürg Amann: Im Zug der Zeit – Regie: Götz Fritsch (Hörspiel – ORF)
- 2014: Werner Fritsch: Aller Seelen – Regie: Werner Fritsch (Hörspiel – ORF/HR)
- 2018: …deine Lise – die Physikerin Lise Meitner im Exil – Konzept/Musik/Bearbeitung: Stefan Frankenberger (Audiobuch © 2018 Buchfunk Verlag/Leipzig)

## Publikationen
- 1975: Märchen ihres Lebens – Meine Eltern Attila Hörbiger und Paula Wessely. Molden, Wien 1975, ISBN 3-217-00660-7.
- Christine Dobretsberger: Was ich liebe, gibt mir Kraft. Bühnenstars aus Oper und Theater erzählen. U.a. mit einem Interview mit Elisabeth Orth, Styria Premium, Wien 2015, ISBN 978-3-222-13517-0.
- Aus euch wird nie was. Erinnerungen. Aufgezeichnet und bearbeitet von Norbert Mayer. Amalthea, Wien 2015, ISBN 978-3-85002-911-7.

## Auszeichnungen
- 1964: Großer Hersfeld-Preis
- 1965: Ernennung zur Staatsschauspielerin
- 1973: Ernennung zur Kammerschauspielerin
- 1981: Kainz-Medaille
- Grillparzer-Ring
- 2001: Liselotte-Schreiner-Ring (übernommen von Judith Holzmeister)
- Ehrenmedaille der Bundeshauptstadt Wien in Gold
- 2002: Nestroy-Theaterpreis – Nominierung als Beste Schauspielerin
- 2006: Goldenes Ehrenzeichen für Verdienste um das Land Wien
- 2009: Bundes-Ehrenzeichen für Toleranz und Menschenrechte, bm:uk, Wien
- 2009: ORF Hörspielpreis in der Kategorie Schauspieler/-in des Jahres
- 2014: Ehrenmitglied des Wiener Burgtheaters[8]
- 2015: Doyenne des Wiener Burgtheaters[4]
- 2015: Nestroy-Theaterpreis als Beste Schauspielerin[9]
- 2022: Nestroy-Theaterpreis für das Lebenswerk[10]

Von der Gesellschaft der Freunde des Burgtheaters wird der Elisabeth-Orth-Preis verliehen, erste Preisträgerin war 2022 Birgit Minichmayr. 2023 erhielt den Preis Michael Maertens, 2024 Mavie Hörbiger und 2025 Nils Strunk.

## Radio
- Christina Höfferer und Andreas Kloner: Hörbiger. Eine Familienaufstellung. ORF-Radiofeature 2008, 54 Min.